# Ешлі Парк
Ешлі Джіні Парк (англ. Ashley Jini Park; нар. 6 червня 1991) — акторка, танцівниця та співачка Америки. Відзначилася своєю роллю Мінді Чен у фільмі «Емілі в Парижі» Netflix, а також у премії «Тоні» 2018 року через участь у ролі Гретхен Вінерс. Вперше вона була номінована на мюзикл Mean Girls.Саме це і принесло їй номінацію на премію «Вибір телекритиків». Друга номінація, яку отримала Ешлі це була номінація на премії «Драма Деск» і «Тоні». Ешлі Парк є визначною працівницею на Бродвеї, як Tuptim в 2015 році відродження Короля і I і Off-Broadway як MWE в Ars Nova «KPop».

## Раннє життя та освіта
Місцем народження Ешлі є Глендейлі, штат Каліфорнія, а місцем, де вона зростала є Анн-Арборі, штат Мічиган. Ендрю і Сара Парк це мати і батько Ешлі, а Одрі — іі молодша сестра. За походженням вона є кореянкою, а також двоюрідною сестрою, відомого всім актора Джастіна Х. Мін.
Першим захопленням Парк були танці, уроки яких вона брала з трьох років в Oceanside Dance Academy, а з п'яти років зацікавилась фортепіано. Парк дуже любила виступати на сцені, тому брала участь у громадському дитячому театрі Енн-Арбора, коли ходила в середню та старшу школу. У 2003 році вона відвідала літній мистецький табір Інтерлохен Співала в хорі та виступала в театрі Піонерської середньої школи. Ешлі Парк була співзасновницею жіночої групи а капела в Піонерській середній школі, Soulfege, яка посіла друге місце на національному конкурсі у 2009 році
Коли Парк було 15 і вона була студенткою на другого курсу старшої школи, у неї виявили гострий мієлоїдний лейкоз, після чого госпіталізовали на вісім місяців. Фонд «Загадай бажання», дав можливість Парк та її сім'ї поїхати до Нью-Йорка і побачити на власні очі бродвейські постановки «Лінія хору», «Король Лев», «Весняне пробудження» та «Зла». На її думку, хвороба є причиною, чому театр був її захопленням. Мрією Ешлі, після ліккарні було знаходитися поруч з людьми" Після хіміотерапії вона повернулася до середньої школи, а через три місяці її взяли на головну роль Міллі Ділмаунт у її шкільній постановці «Скоро сучасна Міллі». Ешліі розповіла, що коли вона одягала перуку, взувала туфлі та костюм і відчувала себе іншою людиною було для неї найкращим порятунком від того, щоб бути просто дівчиною, яка хвора на рак".
Закінчивши у 2009 році Pioneer High School, Ешлі вступила до Мічиганського університету де в 2013 році отримала ступінь бакалавра музичного театру в Школі музики, театру та танцю Також, навчаючись вона була співзасновником Michigan Performance Outreach Workshop (MPOW).

## Кар'єра
У 18 років, влітку, Парк дали роль Івонн і учасника ансамблю в постановці «Міс Сайгон» у музичному театрі Вічіта у Вічіті, штат Канзас. Картку Equity Ешлі отримала виступаючи у Піттсбурзькій громадській лайт-опері, виступала також в різних постановках Бенедум-центру в Піттсбурзі, штат Пенсільванія
17 лютого 2014 року Ешлі Парк, як учасниця ансамблю Mamma Mia!, дебютувала на Бродвеї у Broadhurst Theatre Ця постановка для неї завершилася 21 вересня 2014 року З жовтня 2014 по січень 2015 Парк грала роль Габріель в оригінальній національній гастрольній компанії Америки «Попелюшка» Роджерса + Хаммерштейна.
Після цього,16 квітня 2015 року, Ешлі повернулася на Бродвей і відзначилася своєю першою головною роллю Туптім у відродженні фільму «Король і я» у 2015 році в театрі Вівіан Бомонт і залишалася з постановкою до її закриття 26 червня 2016 року Згодом Парк була номінована на премію Греммі , тому що була представлена як головна солістка на записі акторського складу.
Наступною роллю, з якою вона з'явилася в бродвейському відродженні « Неділі в парку» з Джорджем у лютому 2017 року була роль Селести № 1 і Терези. Там вона була разом з Джейком Джилленхолом, Анналі Ешфорд та Руті Енн Майлз.
А вже восени 2017 року Парк була в ролі MwE у позабродвейському мюзиклі KPOP у Ars Nova. За всі старання її номінували багатьма преміями, а саме: премією Drama Desk Award, премією Drama League, і премією Lucille Lortel В жовтні 2017 року Ешлі змушена була покинути постановку через початок репетицій для загородного тесту Mean Girls, і передати свою роль Марині Кондо.
Парк відома з роллю Гретхен Вінерс, яку номінували на премію Тоні бродвейському мюзиклі Mean Girls, написаному Тіною Фей, музика Джеффа Річмонда та слова Нелла Бенджаміна. Саме тоді, коли Ешлі відіграла головну роль, з 31 жовтня 2017 року по 3 грудня 2017 року, і відбулася світова прем'єра цього серіалу в Національному театрі у Вашингтоні, округ Колумбія, Офіційне відкриття мюзиклу, який був знятий за мотивами однойменного фільму, відбулося на Бродвеї 8 квітня 2018 року в театрі Августа Вілсона в Нью-Йорку, тоді як попередній перегляд був 12 березня 2018 року Завдяки ролі Гретхен Вінерс, Ешлі Парк номінували на численні нагороди такі як: премія Drama League Award та Drama Desk за найкращу жіночу роль у мюзиклі. У травні 2018 року Парк, як найперпективніша жінка отримала преміюКларенса Дервента у Нью-Йорку, Фондом акторського капіталу разом із Шоном Карвахалом. 10 березня 2019 року Парк покинула постановку, а на зміну прийшла Крістіна Алабадо.
У червні 2019 року Ешлі дізналася, що стане хедлайнером «оновленої» постановки Thoroughly Modern Millie з 6 по 10 травня 2020 року для New York City Center Encores!. Але через всесвітньовідому пандемію COVID-19 захід було скасовано, а громадськості висунули пропозицію щодо повернення коштів.
У серпні 2019 року Ешлі Парк дали роль Мінді Чен у фільмі Netflix « Емілі в Парижі» з Лілі Коллінз, прем'єра якого відбулася 2 жовтня 2020 року та була продовжена на другий сезон 11 листопада 2020 року
У жовтні 2020 року відбулося оголошення, в якому сказали, що Парк буде чути як Кей Філдс у « Як підіймається завіса», оригінальній мильній опері підкаст Broadway Podcast Network.
28 грудня 2020 року оголосили, що 1 січня 2022 року на Today Tix відбудеться трансляція, де Парк зіграє Колетт на благодійній концертній презентації мюзиклу Рататуя, інтернет-мему, який виник у TikTok, натхненний Disney 2007 року.

## Благодійність та активність
Навчаючись в Університеті Мічигану, Парк була співзасновницею Michigan Performance Outreach Workshop (MPOW), організації, якою керували студенти, і її метою було задовільнити потреби студентів у південно-східному штаті Мічиган щодо освітіх можливостей для «сприяння творчому самовираженню»., щодо підвищення самооцінки та зміцнення спільноти". Кожного семестру на території кампусу відбуваються семінари для 130—200 учнів державних шкіл, які впроваджкє організація MPOW. В програмі семінару аявні також виступи студентів Університету Мічигану і цікаві та спільні майстер-класи з дисциплін, заснованих на мистецтві. У 2013 році Парк здобула нагороду Вілліса Паттерсона за різноманітність та використання своїх «талантів і наукових здібностей для посилення розвитку та оцінки більш різноманітної в культурному та етнічному відношенні спільноти в Школі музики, театру та танцю» в Університеті Мічиган
Коли Парк була студенткою, іі приєднали до Prison Creative Arts Project, організації, яка залучає «тих, на кого вплинула система правосуддя, до художньої співпраці» зі студентами Мічиганського університету для того, щоб навчатися разом та зростати через театр, танці, візуальне мистецтво, творчість, слем поезію та музику в Енн-Арборі, штат Мічиган.
Після того як Ешлі переїхала в Нью-Йорк, вона брала участь у заходах на підтримку Broadway Cares/Equity Fights AIDS (BCEFA). У червні 2018 року відбувся 28-мий Broadway Bares, де щорічно збирали кошти для BCEFA в стилі бурлеск/стриптиз, і особисто зібрала майже 3000 доларів для організації. А в серпні 2018 року Парк була учасницею шоу Covenant House Stage & Screen Sleep Out разом із партнерами по фільму «Злі дівчата» Кайлом Селігом і Кертісом Холландом, і разом вони зібрали більше ніж 14 000 доларів для організації, яка надає притулок, їжу та кризову допомогу бездомним.
Ешлі Парк відома в ролі наставника та організатора майстер-класів для різних програм, таких як The Broadway Collective і Broadway Workshop.
Під час пандемії COVID-19 Парк створила інший обліковий запис в Instagram, з якого вона почала пропонувати десятихвилинні індивідуальні уроки та щоденні сесії запитань і відповідей через Zoom в обмін на що, люди давали пожертви в фонд акторів

## Театральні ролі
Світло-зеленим виділені постановки на Бродвеї, інші — оф-Бродвей
| Рік     | Назва                                                  | Оригінальна назва                      | Роль                 | Театр (місце постановки)             | Постановник(и)    | Прим. |
| ------- | ------------------------------------------------------ | -------------------------------------- | -------------------- | ------------------------------------ | ----------------- | ----- |
| 2009    | Міс Сайгон                                             | Miss Saigon                            | Івонна / інші        | Music Theatre Wichita                | Даррен Лі         |       |
| 2010    | Міс Сайгон                                             | Miss Saigon                            | Івонна / інші        | Benedum Center                       | Баррі Айвен       |       |
| 2011    | Химерна пригода з доктором Джекілом та містером Гайдом | Jekyll & Hyde                          | Різні ролі           | Benedum Center                       | Роберт Куччолі    |       |
| 2011    | Ісус Христос — суперзірка                              | Jesus Christ Superstar                 | Дівчина Ірода / інші | Benedum Center                       | Чарльз Репоул     |       |
| 2011    |                                                        | Love Changes Everything                | Різні ролі           | Benedum Center                       | Луанна Мадорма    |       |
| 2011    | Звуки музики                                           | The Sound of Music                     | Різні ролі           | Benedum Center                       | Джеймс Бреннан    |       |
| 2014    | Мамма Міа!                                             | Mamma Mia!                             | Різні ролі           | Broadhurst Theatre                   | Філіда Ллойд      |       |
| 2014    |                                                        | Rodgers + Hammerstein's Cinderella     | Габріель             | Національний тур по США              | Марк Брокоу       |       |
| 2015-16 | Король і я                                             | The King and I                         | Таптим               | Vivian Beaumont Theater              | Бартлет Шер       |       |
| 2016    |                                                        | The Fantasticks                        | Луїза                | Pasadena Playhouse                   | Сіма Суеко        |       |
| 2016    | Чудова подорож принца Джена                            | The Remarkable Journey of Prince Jen   | Мандрівний Місяць    | Manhattan Theatre Club               | Браян Гілл        |       |
| 2017    |                                                        | Sunday in the Park with George         | Селеста / інші       | Hudson Theatre                       | Сарна Лапін       |       |
| 2017    |                                                        | Hood: The Robin Hood Musical Adventure | Маріан               | Dallas Theater Center                | Дуглас Картер Бін |       |
| 2017    |                                                        | KPOP                                   | MwE                  | Ars Nova                             | Тедді Бергман     |       |
| 2017    | Круті дівчата                                          | Mean Girls                             | Гретхен Вінерс       | National Theatre (іногородня пробна) | Кейсі Ніколо      |       |
| 2018-19 | Круті дівчата                                          | Mean Girls                             | Гретхен Вінерс       | August Wilson Theatre                | Кейсі Ніколо      |       |
| 2019    |                                                        | Lady in the Dark                       | Міс Фостер / Саттон  | New York City Center                 | Тед Сперлінг      |       |
| 2019-20 |                                                        | Grand Horizons                         | Джесс                | Hayes Theater                        | Лі Сільверман     |       |
| 2021    |                                                        | Ratatouille the Musical                | Колетт Тату          | Благодійний концерт                  | Люсі Мосс         |       |

## Фільмографія

### Кінофільми
| Рік  | Назва                    | Оригінальна назва  | Роль            | Прим.          |
| ---- | ------------------------ | ------------------ | --------------- | -------------- |
|      | Барнабі                  | Barnaby            | Дженні          | короткий фільм |
| 2012 |                          | The V Card         | Джессіка        | короткий фільм |
| 2013 |                          | Open House         | Стейсі          | відеофільм     |
| 2014 | Ви жартуєте?             | Are You Joking?    | Дейт            |                |
| 2019 |                          | Low Low            | Сі-Сі           |                |
| 2022 | Список містера Малкольма | Mr. Malcolm's List | Ґерті Ковінгтон |                |
| 2023 | Check-in у халепу        | Joy Ride           | Одрі Салліван   |                |
| 2024 | Круті дівчата            | Mean Girls         | Мадам Парк      |                |

### Музичні відео
| Рік  | Назва              | Виконавець  | Роль   | Прим. |
| ---- | ------------------ | ----------- | ------ | ----- |
| 2012 | Human              | Шарлін Кей  | Статуя |       |
| 2021 | The TikTok Musical | Ratatouille | Колетт |       |

### Телебачення
| Рік       | Назва                               | Оригінальна назва                   | Роль                   | Примітки                                                 | Прим. |
| --------- | ----------------------------------- | ----------------------------------- | ---------------------- | -------------------------------------------------------- | ----- |
| 2014      |                                     | My Dirty Little Secret              | Енн Рац                | Епізод «Diary of an Affair» (2.05)                       |       |
| 2017      |                                     | Nightcap                            | Олівія Чо              | 8 епізодів (2-й сезон)                                   |       |
| 2018      | Суботнього вечора в прямому ефірі   | Saturday Night Live                 | Ешлі Парк              | Епізод «Tina Fey/Nicki Minaj»                            |       |
| 2019      | Казки міста                         | Tales of the City                   | Ені (Дженніфер) Вінтер | Мінісеріал, 7 епізодів                                   |       |
| 2019      | Помічники                           | Helpsters                           | Співаюча старлетка     | Епізод «Singing Starlett / Heart's Family Photo» (1.03)  |       |
| 2019      | Проєкт Джессіки Гао / ABC без назви | Проєкт Джессіки Гао / ABC без назви | Вінні                  | Пілот (не вийшов)                                        |       |
| 2022      | Випадковий вовк                     | The Accidental Wolf                 |                        | Епізод «Father Figure» (2.03)                            |       |
| 2020-2022 | Емілі в Парижі                      | Emily in Paris                      | Мінді Чен              | Основний склад (4 сезони)                                |       |
| 2023      | Сварка                              | Beef                                | Наомі                  | Повторювана роль (7 епізодів)                            |       |
| 2023      | Зоряні війни: Видіння               | Star Wars: Visions                  | Ара (голос)            | Епізод «Journey to the Dark Head» (2.05)                 |       |
| 2023      |                                     | Dhar Mann                           | Публіцистка, стилістка | 2 епізоди (13.37, 13.41)                                 |       |
| 2023      | Вбивства в одній будівлі            | Only Murders in the Building        | Кімбер                 | Повторювана роль (6 епізодів)                            |       |
| 2024      |                                     | Ray William Johnson: True Crime     | Дружина                | Епізод «Evil Chemist Tries to Kill His Neighbors» (1.01) |       |
| 2021-2024 |                                     | Girls5eva                           | Ешлі                   | Повторювана роль (10 епізодів)                           |       |

### Подкасти
| Рік  | Назва | Оригінальна назва            | Роль           | Прим.       |
| ---- | ----- | ---------------------------- | -------------- | ----------- |
| 2020 |       | Dracula, A Comedy of Terrors | Люсі Вестфелдт | 4 епізоди   |
| 2021 |       | Red Frontier                 |                | 11 епізодів |
| 2022 |       | Self Center                  |                |             |

## Дискографія

### Акторські записи
- The King and I — The Broadway Cast Recording 2015 (2015)[52]
- Sunday in the Park with George — 2017 Broadway Cast Recording (2017)[53]
- Найкращий шоумен — оригінальний саундтрек до фільму (2017)
- Mean Girls — Оригінальний запис акторського складу Бродвею (2018)[54]

### Спільні проекти
- Бродвейські колядки для лікування, том 17 (2015)[55]
- Бродвейські колядки для лікування, том 20 (2018)[56]

### Як представлений художник
- «Rockin' Around the Pole» від The Hot Elves (для підлих дівчат) (2018)[57]

### Саундтрек
- Саундтрек з Емілі в Парижі (2021) — 5 пісень[58]

### Подкасти
- Коли піднімається завіса — Кей Філдс (роль озвучування)[38]

## Нагороди та номінації
| Рік  | Нагорода                                                   | Категорія                                            | Номінована робота          | Результат | Прим. |
| ---- | ---------------------------------------------------------- | ---------------------------------------------------- | -------------------------- | --------- | ----- |
| 2016 | Премії «Греммі»                                            | Найкращий альбом музичного театру                    | «Король і я»               | Номінація |       |
| 2018 | Премія «Драма Деск»                                        | Найкраща акторка мюзиклу                             | KPOP                       | Номінація |       |
| 2018 | Нагорода Люсіль Лортель                                    | Найкраща акторка в головній ролі мюзиклу             | KPOP                       | Перемога  |       |
| 2018 | Премія Ліги Драми                                          | Видатне виконання                                    | KPOP                       | Номінація |       |
| 2018 | Премія Ліги Драми                                          | Видатне виконання                                    | «Круті дівчата»            | Номінація |       |
| 2018 | Премія «Тоні»                                              | Найкраща акторка другого плану в мюзиклі             | «Круті дівчата»            | Номінація |       |
| 2018 | Премія Ліги Драми                                          | Найкраща акторка мюзиклу                             | «Круті дівчата»            | Номінація |       |
| 2018 | Премія драматургів Нью-Йорка (Outer Critics Circle Awards) | Найкраща акторка мюзиклу                             | «Круті дівчата»            | Номінація |       |
| 2018 | Премія Чіти Рівери за танці і хореографію                  | Найкраща танцівниця у виставі на Бродвеї             | «Круті дівчата»            | Номінація |       |
| 2021 | Вибір телевізійних критиків                                | Найкраща акторка другого плану в комедійному серіалі | «Емілі в Парижі»           | Номінація |       |
| 2021 | MTV Movie & TV Awards                                      | Найкращий прорив року                                | «Емілі в Парижі»           | Номінація |       |
| 2024 | Премія Гільдії кіноакторів                                 | Найкращий акторський склад у комедійному серіалі     | «Вбивства в одній будівлі» | nom       |       |

### Особливі відзнаки та нагороди
- 2013 — Премія Вілліса Паттерсона за різноманітність[42]
- 2018 — Премія Кларенса Дервента[32]
- 2019 — Премія Маріна Маззі від Спільноти підтримки раку за розширення прав і можливостей[59]

## Подальше читання
- Current Biography (вид. Vol. 79, No. 10). October 2018. с. 68—71.